# Harczy Grunt

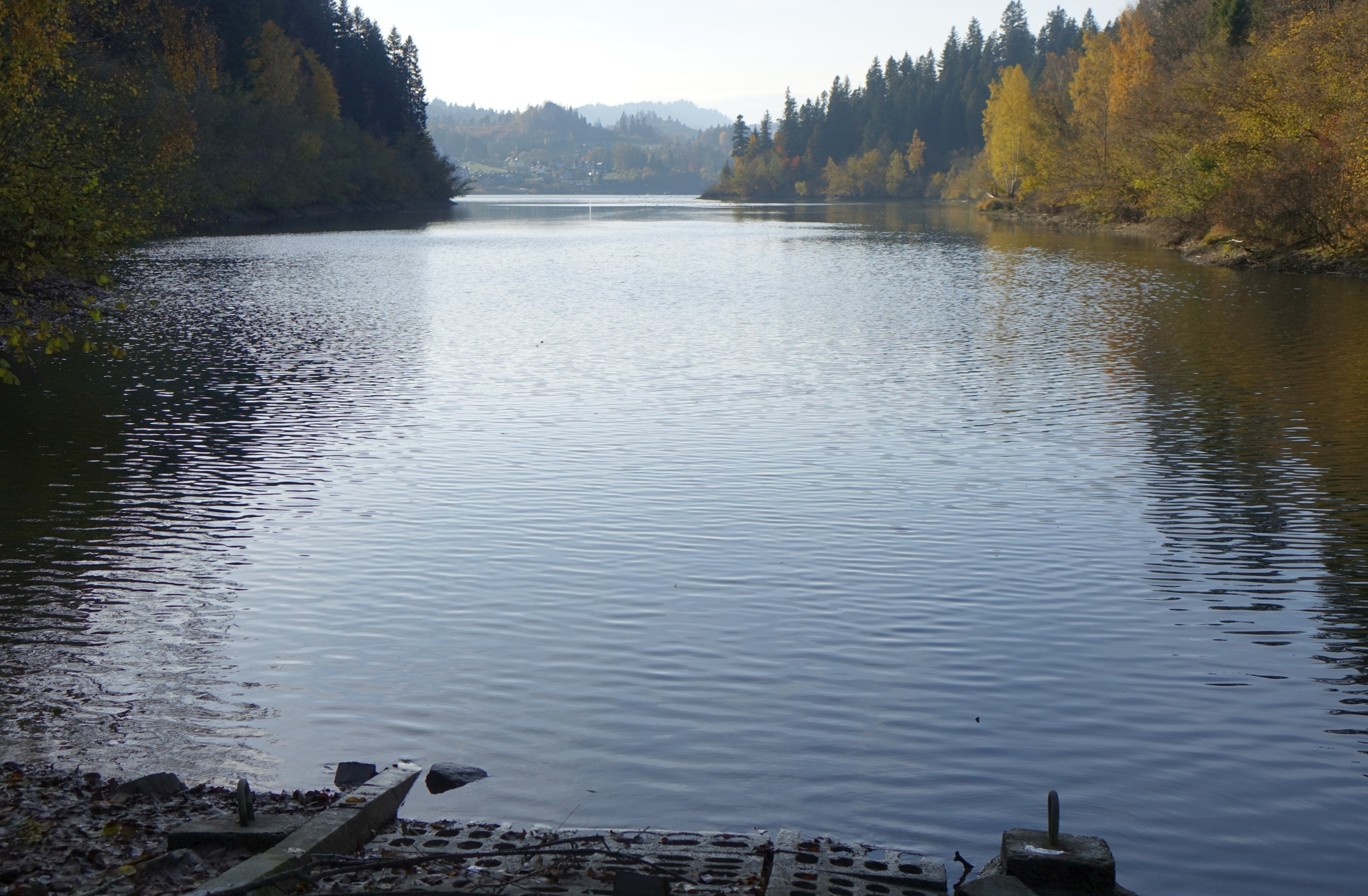
Zatoka Harczy Grunt

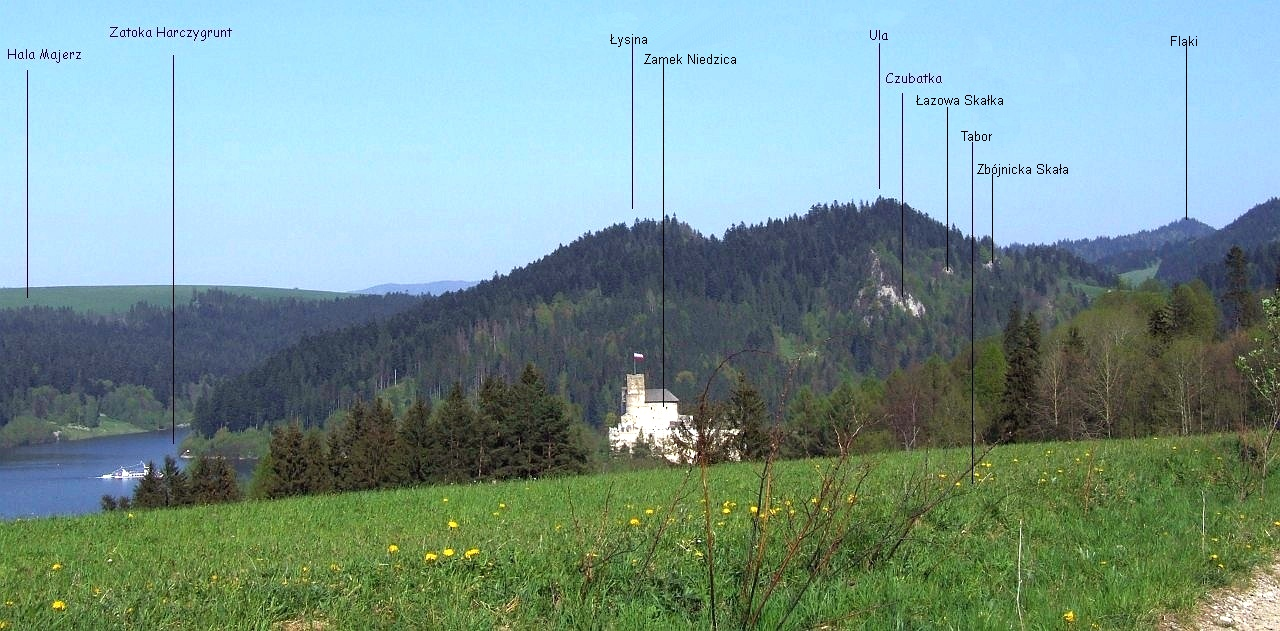
Widok z Taboru na Zamek w Niedzicy i Pieniny Czorsztyńskie

Harczy Grunt – dolina i zatoka w Pieninach Czorsztyńskich pomiędzy stokami Majerza i Uli (Łysej Góry).

## Opis doliny
Dnem doliny do Zbiornika Czorsztyńskiego spływa bezimienny potok. Dawniej u wylotu doliny w niewielkiej kotlinie znajdował się niewielki, należący do Czorsztyna przysiółek Harczygrunt. Po napełnianiu Zbiornika Czorsztyńskiego wodą przysiółek ten wraz z częścią doliny został zalany. Obecnie jest to zatoka Harczygrunt. Na jej cyplu przy brzegu znajduje się skała Wapiennik (565 m). Cała dolina Harczygrunt wraz z zatoką znajdują się na chronionym obszarze Pienińskiego Parku Narodowego. Do zatoki Harczy Grunt prowadzi szutrowa droga dojazdowa od szosy Krośnica – Sromowce Wyżne i przy brzegu zatoki znajduje się przeciwpożarowy punkt ujęcia wody. Nie prowadzi tędy jednak żaden szlak turystyczny, a w zatoce obowiązuje zakaz wędkowania. Na zboczach doliny znajdują się polany Pod Jargiem i Barbarzyna.
Dolina i zatoka Harczy Grunt tworzą granicę między trzema miejscowościami: Czorsztyn, Hałuszowa i Sromowce Wyżne w powiecie nowotarskim, województwie małopolskim.

## Pochodzenie nazwy
W przewodnikach turystycznych i na mapach ustaliły się nazwy Harczy Grunt, Harczygrunt, Harczygrund. Pochodzą z języka niemieckiego, w Pieninach bowiem w XIII wieku pojawili się osadnicy niemieccy, sprowadzeni tutaj po najazdach mongolskich, które spustoszyły i wyludniły ten region. W górskich narzeczach niemieckich słowem Grund określano dolinę, szczególnie boczną. Według S. Michalczuka prawidłowa nazwa powinna brzmieć Hancygrunt (to znaczy ziemia Hanki). Według miejscowej ludności zaś prawidłowa nazwa to Czarci Grunt i pochodzi od przeklętego charakteru tego miejsca, w którym straszy diabel.

## Przyroda
Dolina jest lesista, porośnięta najbujniejszymi w Pieninach lasami jodłowo-świerkowymi. Na południowych stokach Majerza znajdują się lasy Poręba i Barcie, a ponad nimi wypasana hala Majerz. Północne stoki Uli porasta las Ubocze. W nadrzecznej olszynie karpackiej znajdowały się jedne z największych w Polsce i najlepiej zachowanych skupisk paproci pióropusznik strusi, zajmujące powierzchnię kilku hektarów i liczące tysiące osobników. Niektóre z nich przesadzono w inne miejsca Pienin (Rówienka, Zawiesy, Małe Przechodki, Cypel), pozostałe uległy zniszczeniu wskutek budowy zapory czorsztyńskiej i zalania wylotu doliny wodą Zbiornika Czorsztyńskiego.
Z rzadkich w Polsce roślin stwierdzono występowanie takich roślin, jak storzan bezlistny i ostrożeń głowacz. W latach 1987–1988 znaleziono tu bardzo rzadki, w Polsce zagrożony wyginięciem gatunek porostu – trzonecznicę żółtawą Chaenotheca chrysocephala i trzonecznicę rdzawą Chaenotheca ferruginea, a w 2012 zagrożony wyginięciem gatunek grzyba koronicę ozdobną Sarcosphaeria coronaria. Z rzadkich grzybów występuje także wodnicha pachnąca Hygrophorus agathosmus.